# Jazz Republic
Jazz Republic je hudební klub zaměřený na jazz a blues. Nachází se v románském sklepení v centru Prahy. Koncerty se v klubu konají až na výjimky každý den. Management klubu se podílel na řadě jazzových i rockových koncertů jako například Wynton Marsalis, Dave Brubeck, Toots Thielemans, Bill Frisell, James Moody, Jon Hendricks, Ornette Coleman, Lester Bowie, Mike Stern, Sting, Depeche Mode, Iron Maiden a B.B. King.[zdroj⁠?!]
Klub sídlí na adrese Jilská 352/1a.